# Borsonella callicesta
Borsonella callicesta is een slakkensoort uit de familie van de Borsoniidae. De wetenschappelijke naam van de soort is voor het eerst geldig gepubliceerd in 1902 door Dall.